# 韦罗豹蛛
韦罗豹蛛（学名：Pardosa velox）为狼蛛科豹蛛属的动物。在中国大陆，分布于甘肃等地。